# Santa Juana Centro
Santa Juana Centro, eller bara Santa Juana, och även La Palma, är en ort i Mexiko, tillhörande kommunen Almoloya de Juárez i den västra delen av delstaten Mexiko, i den centrala delen av landet. Orten hade 2 158 invånare vid folkräkningen 2010.